# Gatón de Campos

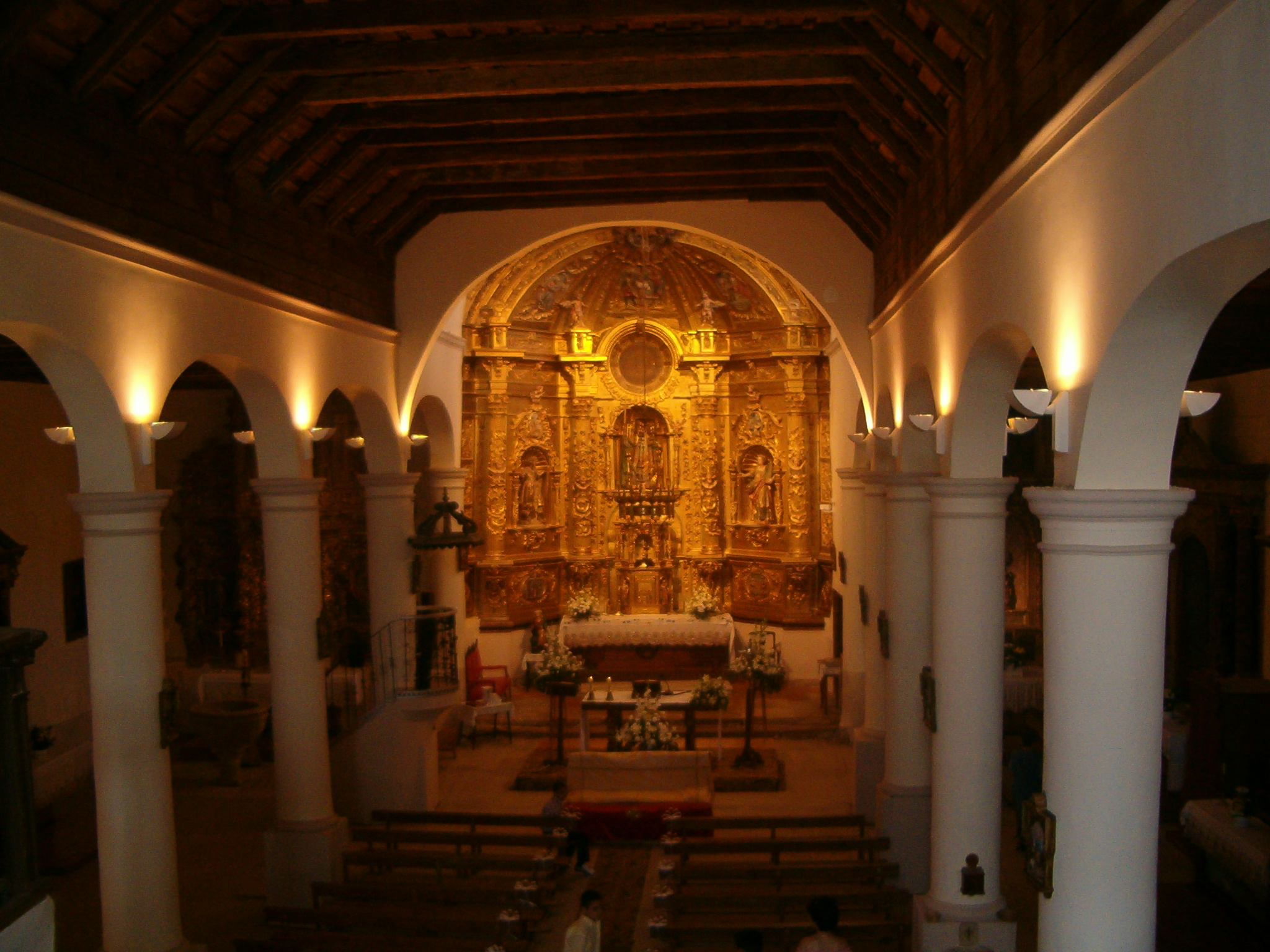
Hochaltar von San Pedro

Gatón de Campos ist ein nordspanischer Ort und eine Gemeinde (municipio) mit 41 Einwohnern (Stand: 2024) im Osten der Provinz Valladolid der Autonomen Gemeinschaft Kastilien-León.

## Lage
Der Ort Gatón de Campos liegt am Río Sequillo im Zentrum der Comarca Tierra de Campos in der kastilischen Hochebene in einer Höhe von etwa 765 m ü. d. M. Die Provinzhauptstadt Valladolid befindet sich gut 62 km (Fahrtstrecke) südöstlich; die Stadt Palencia ist knapp 45 km in östlicher Richtung entfernt. Das Klima im Winter ist durchaus kalt, im Sommer dagegen warm bis heiß; die spärlichen Regenfälle (ca. 490 mm/Jahr) fallen verteilt übers ganze Jahr.

## Bevölkerungsentwicklung
| Jahr      | 1842 | 1900 | 1950 | 2000 | 2016 |
| Einwohner | 210  | 410  | 382  | 42   | 37   |

Der dramatische Bevölkerungsrückgang im 20. Jahrhundert ist im Wesentlichen auf die Mechanisierung der Landwirtschaft und den damit einhergehenden Verlust von Arbeitsplätzen zurückzuführen.

## Wirtschaft
Die auf den fruchtbaren Lehm- und Lössböden der Tierra de Campos betriebene Feldwirtschaft und die Haltung von Kleinvieh (v. a. Hühner) bildeten jahrhundertelang die Lebensgrundlage der als Selbstversorger lebenden Bevölkerung der Region; Pferde und Esel wurden als Zug- und Tragtiere gehalten. Seit dem Mittelalter entwickelten sich auch Handwerk, Kleinhandel und Dienstleistungsbetriebe aller Art, die jedoch inzwischen wieder verschwunden sind.

## Geschichte
In vorrömischer Zeit gehörte die Region zum Siedlungsgebiet des keltischen Volksstamms der Vaccäer; später kamen Römer und Westgoten und im 8. Jahrhundert wurde das Gebiet von den Mauren überrannt – alle vier Kulturen haben jedoch in dem ehemals möglicherweise bewaldeten Gebiet keine archäologisch verwertbaren Spuren hinterlassen. Bereits im 9. Jahrhundert eroberten asturisch-leonesische Heere die Gebiete nördlich des Duero zurück (reconquista); danach wurde die Gegend ansatzweise wiederbesiedert (repoblación). Ende des 10. Jahrhunderts machte der maurische Heerführer Almansor die christlichen Erfolge vorübergehend wieder zunichte, aber im 11. Jahrhundert dehnte das Königreich León sein Herrschaftsgebiet erneut bis zur Duero-Grenze aus. Nach vorangegangenen Versuchen vereinigte sich León im Jahr 1230 endgültig mit dem Königreich Kastilien, doch kam es immer wieder zu Auseinandersetzungen. Seine Blütezeit erlebte der Ort im ausgehenden Mittelalter und in der frühen Neuzeit.

## Sehenswürdigkeiten
- Die Iglesia de San Pedro (früher Iglesia de la Virgen de las Nieves) entstammt dem 15. Jahrhundert und ist in alter Mudéjartradition nahezu vollständig aus Ziegelsteinen erbaut; lediglich der Glockenturm mit Spitzhelm ist aus Haustein errichtet. Das dreischiffige Innere des Bauwerks ist mit im 19. Jahrhundert erneuerten offenen Dachstühlen gedeckt. Der durch geschnitzte Säulen gegliederte und mit Figuren besetzte spätbarocke Hauptaltar ist ein kleines Meisterwerk seiner Art.[5]
- Außerhalb des Ortes an der Straße nach Villalán de Campos stehen zwei runde Taubenhäuser (palomares) aus Lehm.